# Elena Gilels
Elena Gilels (em russo:  Елена Эмильевна Ги́лельс; 5 de setembro de 1948 – 17 de junho de 1996) foi uma pianista russa.
Filha do pianista Emil Gilels, Elena Gilels estudou no Conservatório de Moscovo com Vera Gornostayeva e Yakov Flier, e depois com Pavel Serebryakov no |Conservatório de Leningrado. O seu repertório incidia sobretudo nas obras de Haydn, Beethoven, Mendelssohn, Chopin, Liszt, Schumann, Mussorgsky, Tchaikovsky, Rachmaninoff e Prokofiev. Elena Gilels é talvez mais recordada pelas suas performances dos concertos para piano de Mozart. Tocava muitas vezes com o seu pai Emil Gilels, com quem gravou o Concerto para dois pianos, KV. 365 de Mozart.